# Scutellaria angustifolia
Scutellaria angustifolia är en kransblommig växtart som beskrevs av Frederick Traugott Pursh. Scutellaria angustifolia ingår i Frossörtssläktet som ingår i familjen kransblommiga växter.

## Underarter
Arten delas in i följande underarter:
- S. a. angustifolia
- S. a. micrantha